# 二溴化镱
二溴化镱是一种无机化合物，化学式为YbBr2。

## 制备
二溴化镱可由溴化镱和氢气在500~600 °C时的还原反应制得：
{\displaystyle \mathrm {2\ YbBr_{3}+H_{2}\longrightarrow 2\ YbBr_{2}+2\ HBr} }
金属镱和溴化铵在液氨中于−78 °C反应可以得到氨合物，将氨合物在高真空中于200 °C分解，可以得到二溴化镱：
{\displaystyle \mathrm {Yb+2\ NH_{4}Br\longrightarrow YbBr_{2}+2\ NH_{3}+H_{2}} }
溴化镱用金属镱在960 °C真空还原能够制得二溴化镱：
{\displaystyle \mathrm {Yb+2\ YbBr_{3}\longrightarrow 3\ YbBr_{2}} }

## 性质
二溴化镱是浅黄色固体，吸湿性很强，它只能储存在惰性气氛或高真空中。它在空气或湿气中不稳定，迅速转化为溴氧化物并放出氢气。二溴化镱属于正交晶系，有SrI2结构，空间群Pbca，或CaCl2结构，空间群Pnnm。其晶胞参数为a=6.63 Å, b=6.93 Å, c=4.47Å。